# Десяк Ольга Федорівна
Ольга Федорівна Десяк (нар. 21 вересня 1940, село Тернівка, тепер Крижопільського району Вінницької області) — українська радянська діячка, ланкова колгоспу «Україна» Крижопільського району Вінницької області. Герой Соціалістичної Праці (23.06.1966). Депутат Верховної Ради УРСР 9—10-го скликань.

## Біографія
Народилася в селянській родині. У 1954 році закінчила Тернівську семирічну школу Крижопільського району Вінницької області.
З 1954 року — кукурудзовод, член ланки, з 1959 року — ланкова-буряковод, з 1962 року — ланкова-кукурудзовод колгоспу «Україна» села Тернівка Крижопільського району Вінницької області.
Освіта середня. Член КПРС з 1972 року.
Потім — на пенсії в селі Тернівці Крижопільського району Вінницької області.

## Нагороди
- Герой Соціалістичної Праці (23.06.1966)
- орден Леніна (23.06.1966)
- орден Трудового Червоного Прапора (1971)
- орден Жовтневої Революції (1973)
- медалі